# سیاممازین
سیاممازین (Tercian)، همچنین به عنوان سیامپرومازین شناخته می‌شود، یک داروی ضدروان‌پریشی تیپیکال از کلاس فنوتیازین است که توسط Theraplix در فرانسه در سال ۱۹۷۲ و بعداً در پرتغال نیز معرفی شد.

## استفاده پزشکی
این دارو برای درمان اسکیزوفرنی و به ویژه برای اضطراب مرتبط با روان پریشی به دلیل اثر ضداضطراب منحصر به فرد آن استفاده می‌شود.
همچنین برای کاهش اضطراب مرتبط با سندرم ترک بنزودیازپین و اضطراب در افسردگی با تمایل به خودکشی استفاده می‌شود.

## عوارض جانبی
در اینجا برخی از شایع‌ترین عوارض جانبی و میزان بروز آن ذکر شده‌است:
- آرام بخشی (۲۰٪)
- سرگیجه (۷٫۹٪)
- یبوست (۴٪)
- دیسکینزی (۴٫۴٪)
- خشکی دهان (۵٫۹٪)
- فشار خون (۷٫۴٪)
- تاکی کاردی (۳٫۲٪)